# Ллойд, Норман
Но́рман Натан Ллойд (англ. Norman  Nathan Lloyd, при рождении Но́рман Пе́рлмуттер (англ. Norman Perlmutter); 8 ноября 1914 — 11 мая 2021) — американский актёр, продюсер и режиссёр, карьера которого продолжалась 98 лет. Как актёр Ллойд снялся в более чем 60 фильмах и телевизионных шоу.

## Биография
Родился 8 ноября 1914 года в семье Макса Перлмуттера (1890—1945) и его супруги Сэйди (1892—1987).
Обладатель премии Венецианского кинофестиваля (1985) «Особое упоминание». Дважды номинировался на получение премии «Эмми» (1970 и 1974).
Умер 11 мая 2021 года на 107-м году жизни. На момент смерти был старейшим действующим актёром мира.

## Личная жизнь
Норман 75 лет прожил в браке с известной бродвейской актрисой Пегги Крейвен (урождённой Маргарет Хирсдански). Их брак — один из самых длительных в истории Голливуда. Она ушла из жизни 30 августа 2011 года в возрасте 98 лет. Дочь Пегги и Нормана — актриса Джози Ллойд (1940—2020).